# Чагарниця горжеткова

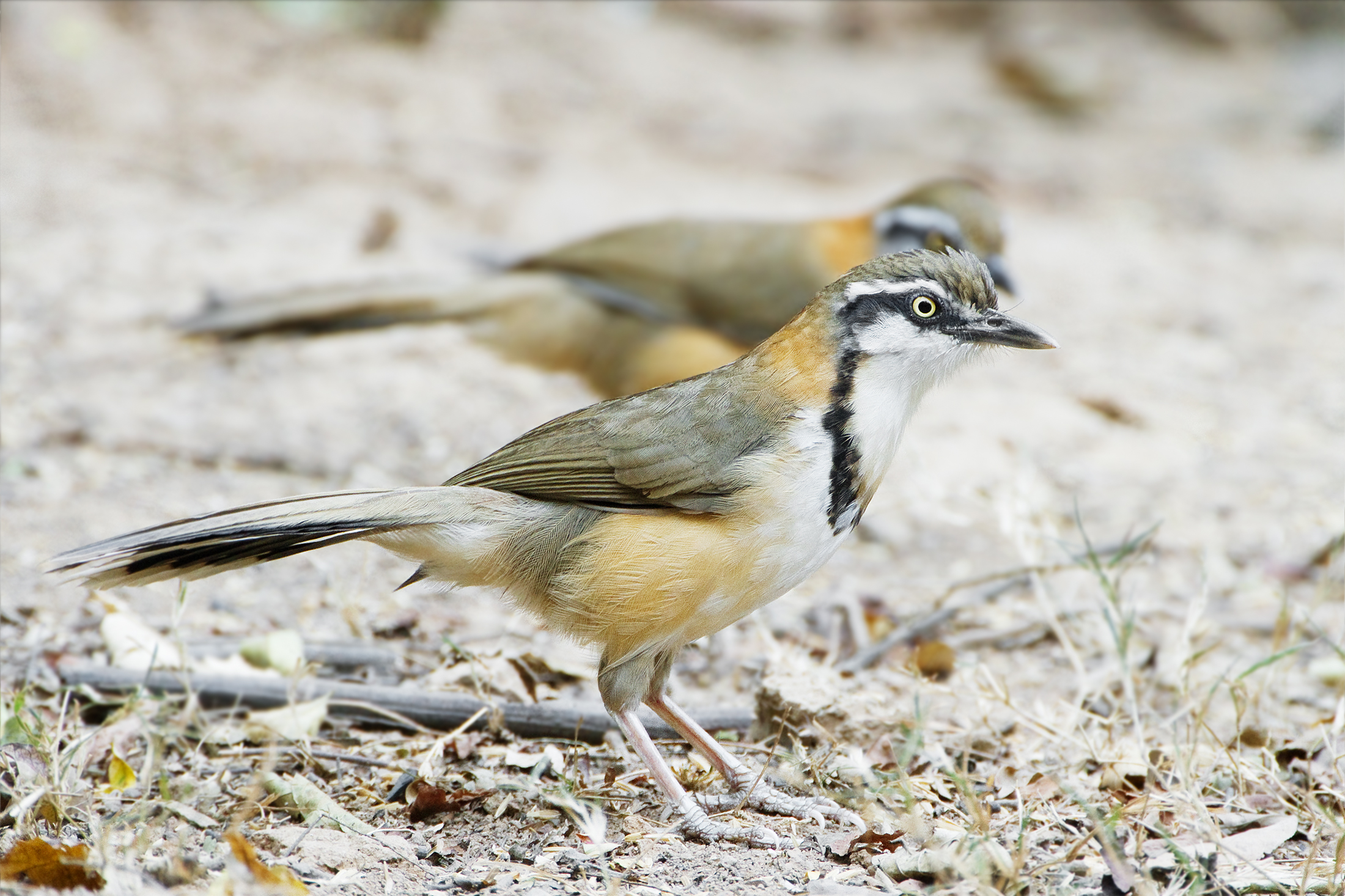
Горжеткова чагарниця (Національний парк Каенг Крачан, Таїланд)

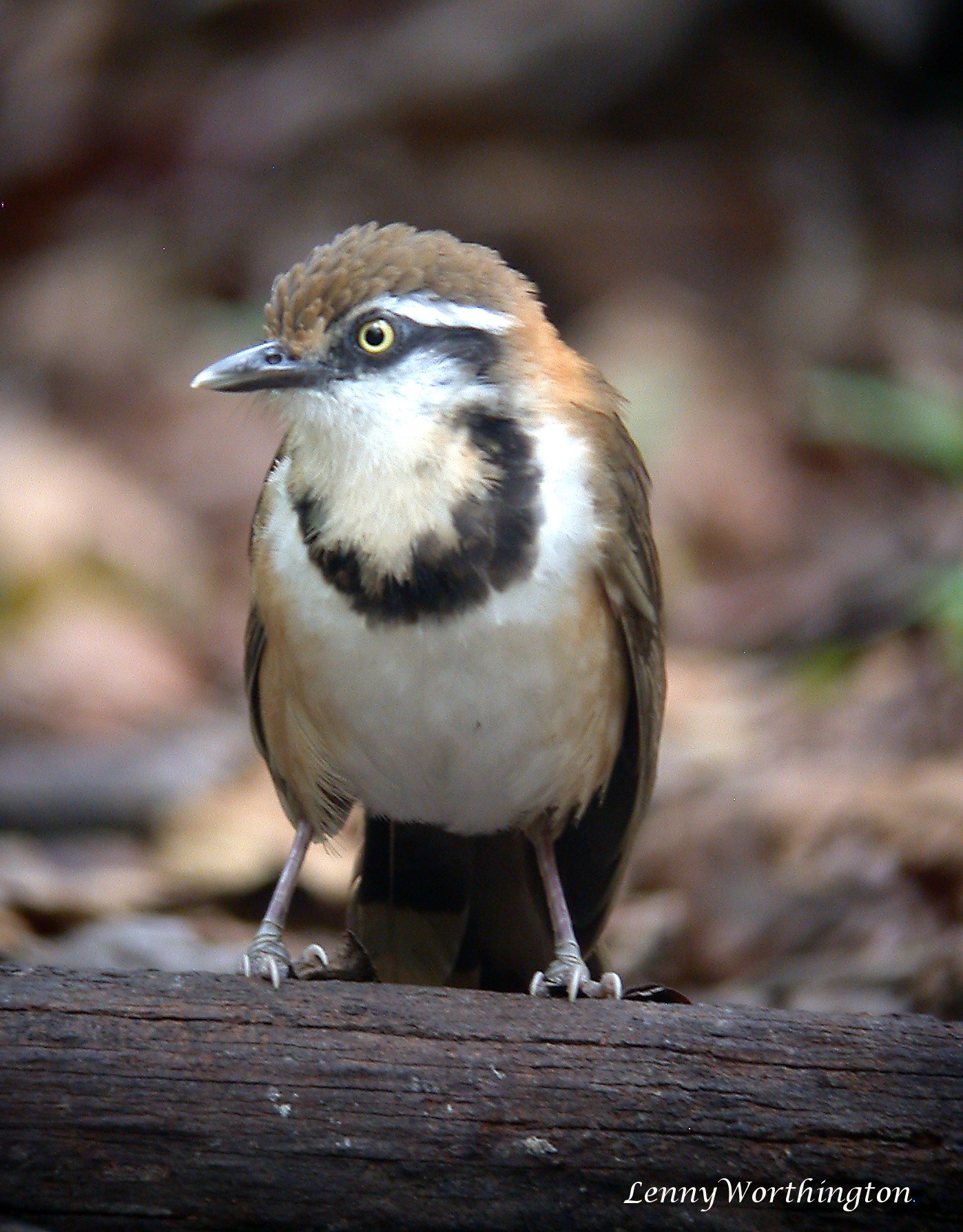
Горжеткова чагарниця

Чагарни́ця горжеткова (Garrulax monileger) — вид горобцеподібних птахів родини Leiothrichidae. Мешкає в Гімалаях, Китаї і Південно-Східній Азії. Виділяють низку підвидів.

## Підвиди
Виділяють десять підвидів:
- G. m. monileger (Hodgson, 1836) — центральні і східні Гімалаї, північно-східна М'янма, південно-західний Юньнань;
- G. m. badius Ripley, 1948 — гори Мішмі[en] (Північно-Східна Індія);
- G. m. stuarti Meyer de Schauensee, 1955 — південно-східна М'янма і південно-західний Таїланд;
- G. m. fuscatus Baker, ECS, 1918 — південна М'янма і західний Таїланд;
- G. m. mouhoti Sharpe, 1883 — південно-східний Таїланд і південний Індокитай;
- G. m. pasquieri Delacour & Jabouille, 1924 — центральний В'єтнам (провінції Тхиатхьєн-Хюе і Куангчі);
- G. m. schauenseei Delacour & Greenway, 1939 — східна М'янма, північ Таїланду і Лаосу, південно-західний Юньнань;
- G. m. tonkinensis Delacour, 1927 — південний Китай (Гуансі і південно-східний Юньнань) і північний В'єтнам;
- G. m. melli Stresemann, 1923 — південно-східний Китай (від Фуцзяню і Хунаню до північного Гуандуну);
- G. m. schmackeri Hartlaub, 1898 — острів Хайнань.

## Поширення і екологія
Горжеткові чагарниці живуть у вологих рівнинних і гірських тропічних і субтропічних лісах і чагарникових заростях. Зустрічаються на висоті до 1700 м над рівнем моря.

## Поведінка
Горжеткові чагарниці живуть зграйками, які нараховують близько 5 птахів під час сезону розмноження і до 20 у негніздовий період. Іноді приєднуються до змішаних зграй птахів, разом з чубатими і пектораловими чагарницями, китайськими тимельовцями і великими дронго. Живляться комахами та їх личинками, равликами, дрібними ящірками, ягодами, дрібними плодами і насінням. Сезон розмноження триває з березня по серпень. Гніздо чашоподібне, зроблене з бамбука, гілочок, листя і корінців, розміщується в бамбукових заростях або на деревах на висоті від 1 до 4,5 м над землею. В кладці від 3 до 5 яєць. Горжеткові чагарниці іноді стають жертвами гніздового паразитизму каштановокрилих і строкатих зозуль.